# Kirtsen Bolm
Kirtsen Bolm (Alemania, 4 de marzo de 1975) es una atleta alemana especializada en la prueba de 100 m vallas, en la que ha logrado ser subcampeona europea en 2006.

## Carrera deportiva
En el Campeonato Europeo de Atletismo de 2006 ganó la medalla de plata en los 100 m vallas, con un tiempo de 12.72 segundos, llegando a meta tras la sueca Susanna Kallur (oro con 12.59 s) y empatada con la irlandesa Derval O'Rourke (también plata).